# Crom
|  | Aquest article tracta sobre crom. Vegeu-ne altres significats a «Verd de crom». |

El crom és un element químic de nombre atòmic 24 que es troba en el grup 6 de la taula periòdica dels elements. El seu símbol és Cr. És un metall que s'empra especialment en metal·lúrgia.

## Història

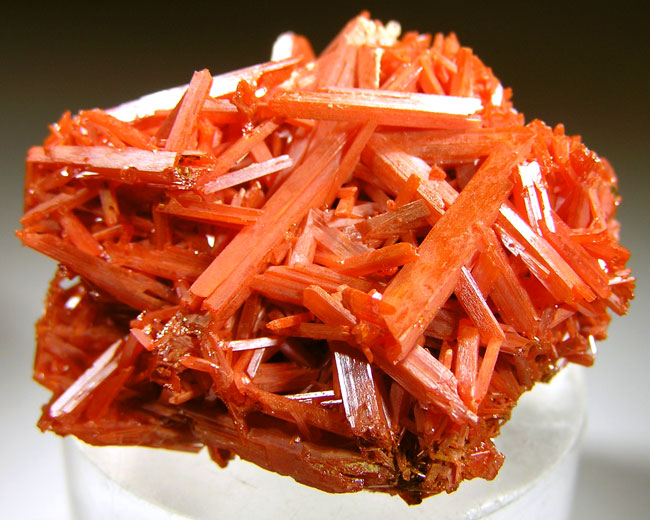
Crocoïta.

El 1761, el mineralogista alemany Johann Gottlob Lehmann (1719-1767) trobà en el dipòsit de Beryozovsky, prop de Iekaterinburg, als Urals, un mineral taronja rogenc que anomenà «plom roig de Sibèria»; aquest mineral es tractava de la crocoïta {\displaystyle {\ce {PbCrO4}}}, i suposà que era un compost de plom amb seleni i ferro.
El 1770, el botànic i zoòleg prussià Peter Simon Pallas (1741-1811) visità el mateix lloc que Lehmann i trobà el mineral, que considera molt útil com a pigment en pintures. Aviat el seu ús s'estengué i es posà de moda el groc de crom, un groc brillant.

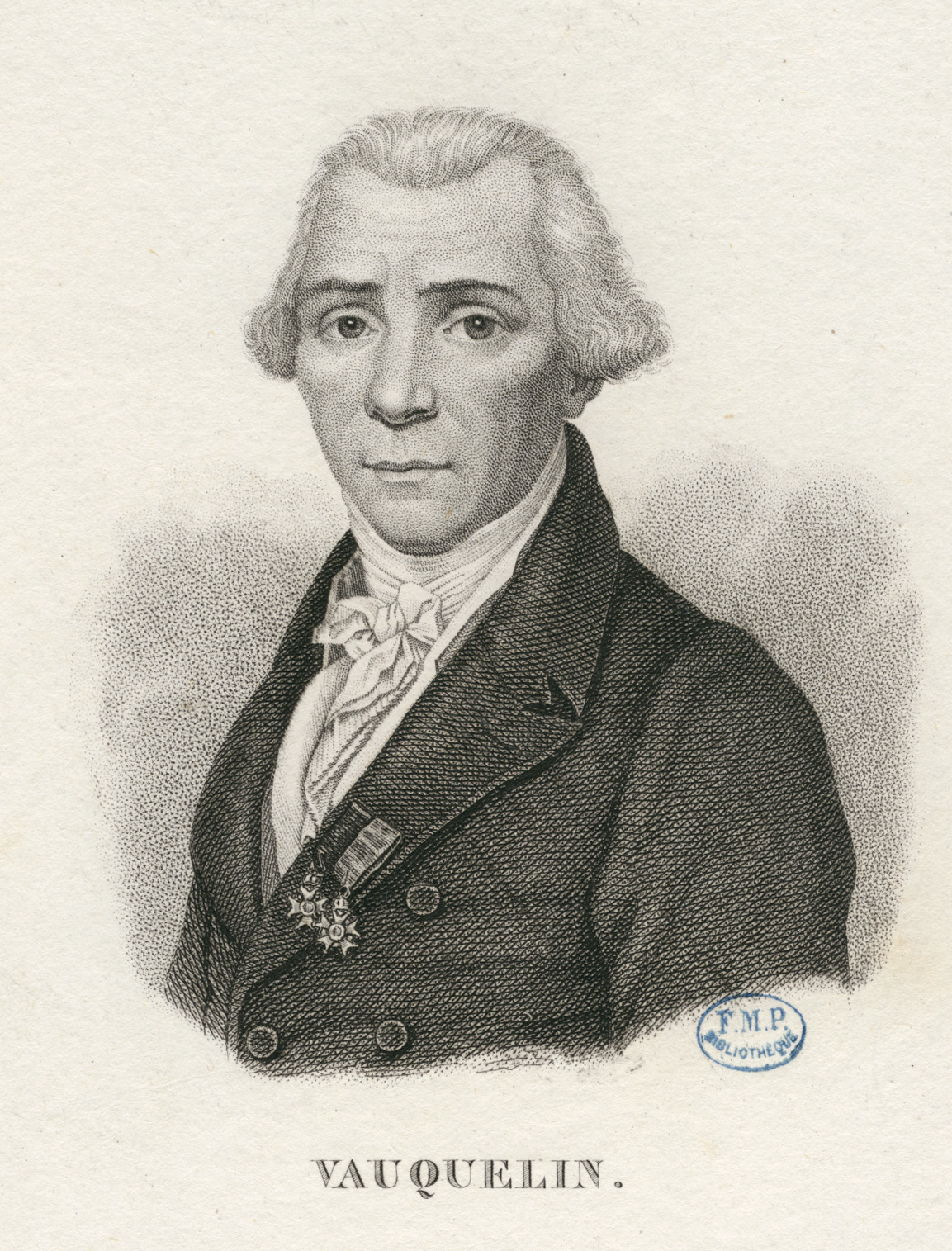
Louis Nicolas Vauquelin.

El 1797, el farmacèutic i químic francès Louis Nicolas Vauquelin (1763-1829) rebé mostres de crocoïta i preparà òxid de crom(VI) {\displaystyle {\ce {CrO3}}} mesclant crocoïta amb àcid clorhídric. El 1798 descobrí que es podia aïllar crom metàl·lic escalfant l'òxid en un forn de carbó. També detectà traces de crom en gemmes precioses, com per exemple, en robins i maragdes. L'anomena chrome ‘crom’ del mot grec χρῶμα chrôma 'color’, pels colors variats de les seves sals.
El crom s'emprà principalment en pintures i altres aplicacions, fins que a finals del segle xix es començà a fer servir com a additiu en acers, encara que fins a principis del segle xx, quan s'inicià l'obtenció de crom metàl·lic per mitjà d'aluminotèrmia, no es generalitzà aquest ús. Actualment, entorn d'un 85% del crom s'utilitza en aliatges metàl·lics.

## Estat natural i obtenció
El crom ocupa la posició 13a en quan a abundància a l'escorça terrestre, amb una concentració mitjana de 100 ppm. Actualment s'han descrit cent-tres minerals que presenten crom en la seva composició. Els minerals que contenen més d'un 55 % de crom, exceptuant el crom nadiu, són: fercromita {\displaystyle {\ce {Cr3Fe_{1-x}(x=0 \!,\!6)}}} (87,47 %), tongbaïta  {\displaystyle {\ce {Cr3C2}}} (86,66 %), carlsbergita {\displaystyle {\ce {CrN}}} (78,78 %), eskolaïta {\displaystyle {\ce {Cr2O3}}} (68,42 %), isovita {\displaystyle {\ce {(Cr,Fe)23C6}}} (67,41 %), bracewel·lita, grimaldiïta i guyanaïta {\displaystyle {\ce {CrO(OH)}}} (tots tres 61,17 %).

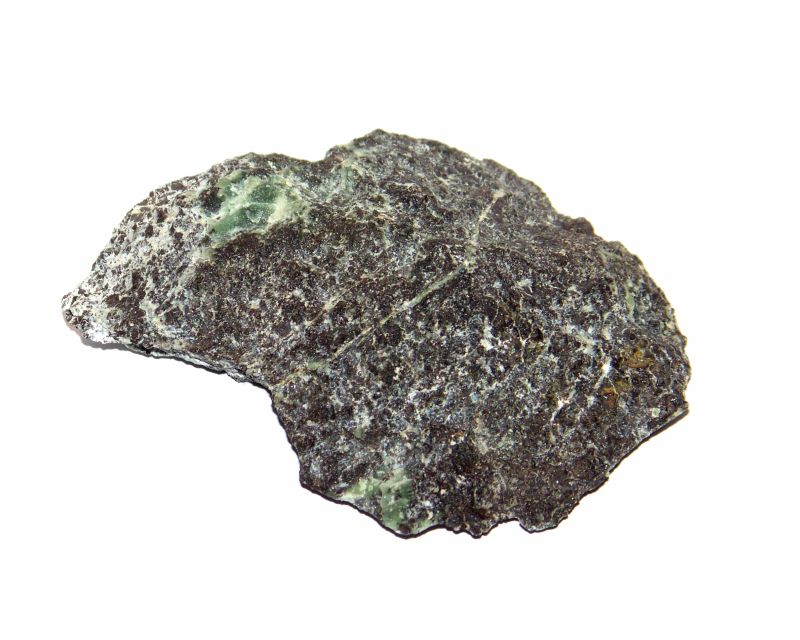
Cromita FeCr2O4.

La producció mundial el 2022 de crom fou de 41 000 t. El principal productor mundial des de fa anys és Sud-àfrica (18 000 t el 2022), seguida de Turquia (6 900 t), Kazakhstan (6 500 t), l'Índia (4 200 t) i Finlàndia (2 200 t). Els recursos mundials de crom estan molt concentrats geogràficament (95 %) al Kazakhstan i a Sud-àfrica i es calculen el 560 000 t.

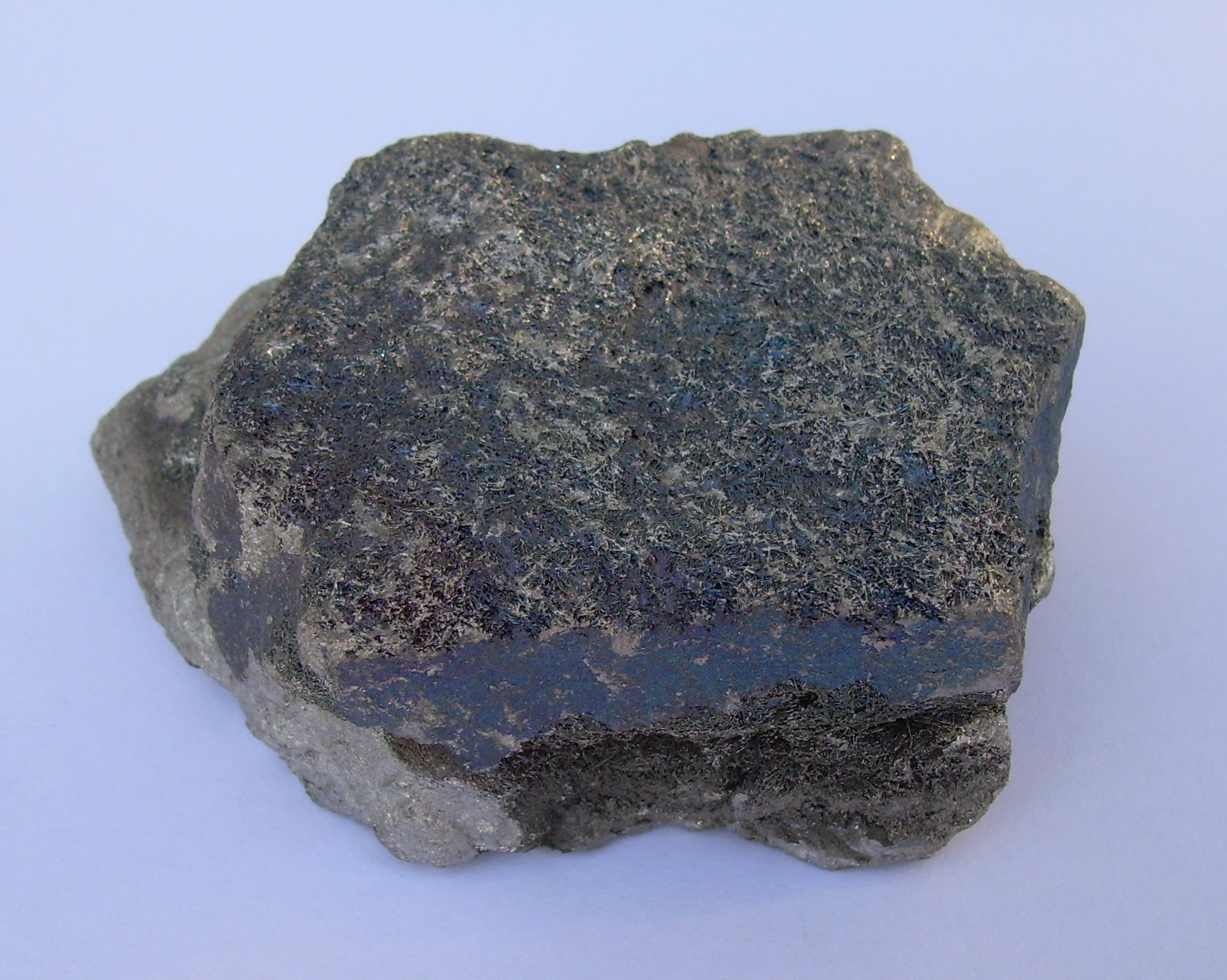
Ferrocrom.

S'obté el crom a partir de la cromita {\displaystyle {\ce {FeCr2O4}}}. Els dos productes principals del refinament del minerals de crom són el ferrocrom i el crom metàl·lic. Per a aquests productes, els processos de fosa de mineral són força diferents. Per produir ferrocrom, el mineral de cromita es redueix en forns d'arc elèctric a gran escala o en foneries més petites amb alumini o silici en una reacció aluminotèrmica. Per a la fabricació de crom pur, el ferro s'ha de separar del crom en un procés de torrat i lixiviació en dos passos.
El mineral de cromita s'escalfa amb una barreja de carbonat de calci i carbonat de sodi en presència d'aire. En aquestes condicions, el crom s'oxida a crom(VI), mentre que el ferro forma l'òxid de ferro(III) estable. El següent pas de lixiviació a temperatures elevades més altes dissol els cromats deixant enrere l'òxid de ferro insoluble.
A continuació, el cromat es converteix mitjançant l'àcid sulfúric en el dicromat.
{\displaystyle {\ce {4FeCr2O4 + 8Na2CO3 + 7O2 -> 8Na2CrO4 + 2Fe2O3 + 8CO}}}{\displaystyle {\ce {2Na2CrO4 + H2SO4 -> Na2Cr2O7 + Na2SO4 + H2O}}}
El dicromat es converteix posteriorment en òxid de crom(II) per reducció amb carboni i després es redueix en una reacció aluminotèrmica a crom.
{\displaystyle {\ce {Na2Cr2O7 + 2C -> Cr2O3 + Na2CO3 + CO}}}{\displaystyle {\ce {Cr2O3 + 2Al -> Al2O3 + 2Cr}}}

## Propietats

### Propietats físiques
El crom és un metall de transició dur, fràgil, gris acerat i brillant. El seu punt de fusió és de 1 907 °C, el d'ebullició 2 671 °C i la seva densitat a 20 °C val 7,15 g/cm³.

### Propietats químiques
El seu estat d'oxidació més alt és el +6, encara que aquests compostos són molt oxidants. Els estats d'oxidació +4 i +5 són poc freqüents, mentre que els estats més estables són +2 i +3. També és possible obtenir compostos en els quals el crom presenti estats d'oxidació més baixos, però són bastant rars. És molt resistent enfront de la corrosió.
El crom no reacciona ni amb l'aire, ni amb l'oxigen i ni amb l'aigua a temperatura ambient. Amb el fluor el crom reacciona directament a 400 °C i 200-300 atmosferes per formar fluorur de crom(VI) {\displaystyle {\ce {CrF6}}}.
{\displaystyle {\ce {Cr(s) + 3F2(g) -> CrF6(s) \; [groc]}}}
En condicions més suaus, es forma fluorur de crom(V) {\displaystyle {\ce {CrF5}}}.
{\displaystyle {\ce {2Cr(s) + 5F2(g) -> 2CrF5(s) \; [vermell]}}}
En condicions encara més suaus, el crom metàl·lic reacciona amb els tots els halògens per formar els corresponents triahalurs, segons les següents reaccions:

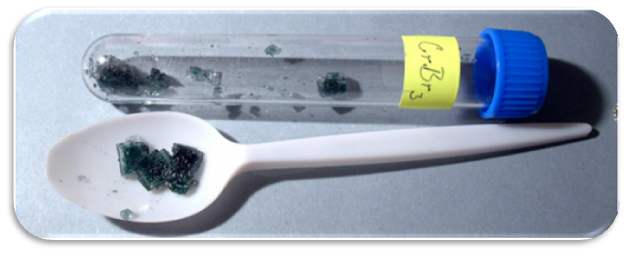
Bromur de crom(III) CrBr3.

{\displaystyle {\ce {2Cr(s) + 3F2(g) -> 2CrF3(s) \; [verd]}}}{\displaystyle {\ce {2Cr(s) + 3Cl2(g) -> 2CrCl3(s) \; [violeta-roig]}}}{\displaystyle {\ce {2Cr(s) + 3Br2(g) -> 2CrBr3(s) \; [verd \, fosc]}}}{\displaystyle {\ce {2Cr(s) + 3I2(g) -> 2CrI3(s) \; [verd \; fosc]}}}

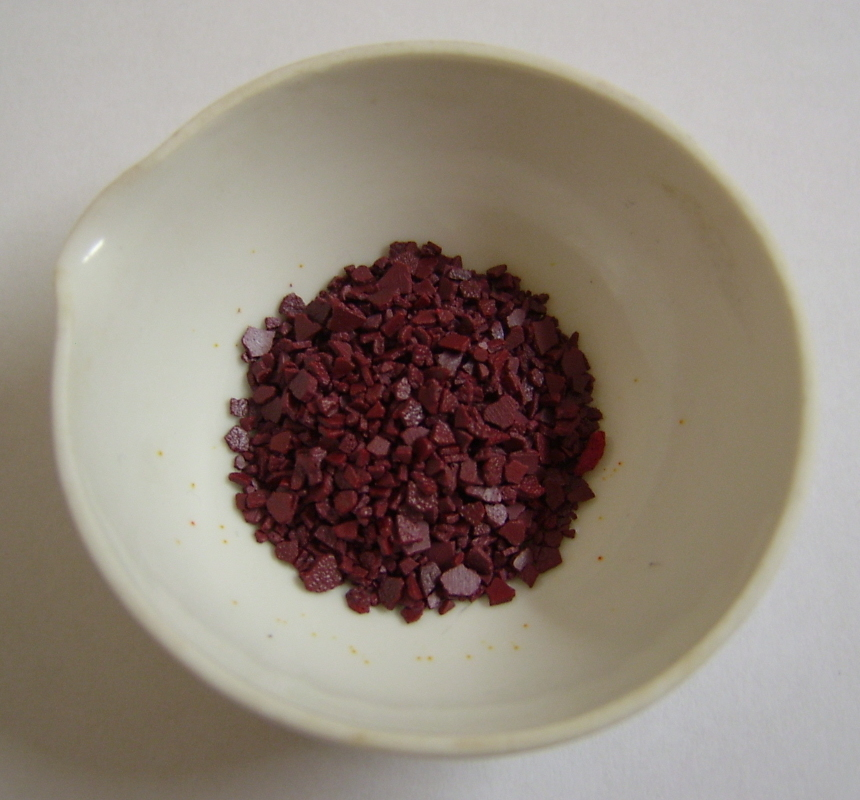
Òxid de crom(VI) CrO3.

El crom metàl·lic es dissol en àcid clorhídric diluït per formar solucions que contenen el ió Cr(2+) aquós juntament amb gas hidrogen.
{\displaystyle {\ce {Cr(s) + 2HCl(aq) -> Cr^2+(aq) + 2Cl^{-}(aq) + H2(g)}}}
En la pràctica, el Cr(II) és present com el ió complex {\displaystyle {\ce {[Cr(OH2)6]^2+}}}. S'obtenen resultats similars amb àcid sulfúric, però mostres pures de crom poden ser resistents a l'atac. El crom metàl·lic no reacciona amb àcid nítric i de fet es passiva.
El dicromat de potassi {\displaystyle {\ce {K2Cr2O7}}} és un oxidant enèrgic i s'utilitza per a netejar material de vidre de laboratori de qualsevol resta orgànica que puguin contenir.

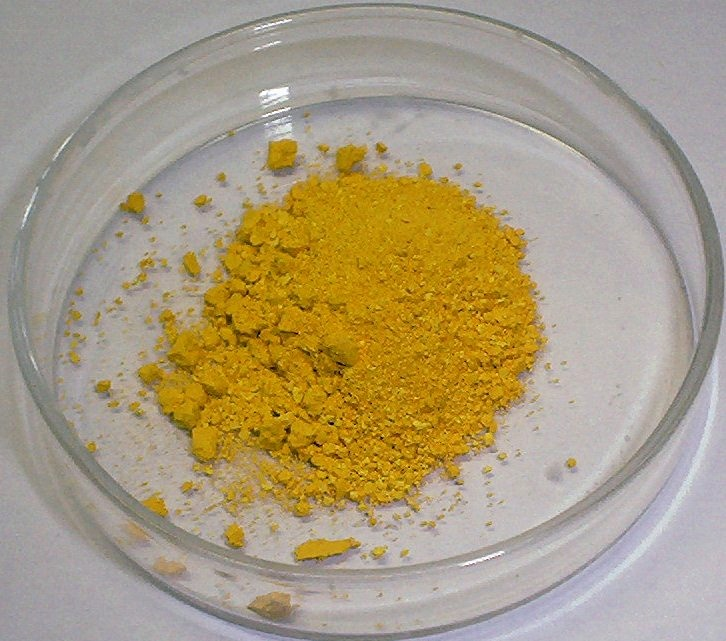
Cromat de plom(IV).

El verd veronès o «verd de crom» és òxid de crom(III) {\displaystyle {\ce {Cr2O3}}} és un pigment que s'empra, per exemple, en pintures esmaltades i en la coloració de vidres. El «groc de crom» és el cromat de plom(IV) {\displaystyle {\ce {PbCrO4}}} també s'utilitza com a pigment.

## Isòtops
Hom troba a la naturalesa tres isòtops estables: crom 52 (83,79 %), crom 53 (9,50 %) i crom 54 (2,37 %). L'altre 4,35 % correspon a l'isòtop crom 50, amb un període de semidesintegració t½ > 1,3 × 1018 anys, que malgrat no és estable, el seu alt període de semidesintegració fan que pugui considerar-s'hi. Els isòtops coneguts tenen nombres màssics entre 42 i el 68. El més estable és el crom 51 amb un període de semidesintegració de t½ = 27,70 dies. En la resta són inferiors a les 24 hores, la majoria de menys d'un minut. El primer mode de decaïment abans de l'isòtop estable més abundant, el crom 52, és la captura electrònica, mentre que després d'aquest, és la desintegració β–.
El crom 53 és el producte de decaïment del manganès 53. Els continguts isotòpics en crom estan relacionats amb els de manganès, la qual cosa s'empra en geologia. Les relacions isotòpiques de Mn-Cr reforcen l'evidència d'alumini 26 i pal·ladi 107 en els començaments del sistema solar. Les variacions en les relacions de crom 53/crom 52 i Mn/Cr en alguns meteorits indiquen una relació inicial de Mn-53/Mn-55 que suggerix que les relacions isotòpiques de Mn-Cr resulten del decaïment in situ de Mn-53 en cossos planetaris diferenciats. Per tant, el Cr-53 dona una evidència addicional de processos nucleosintètics just abans de la coalescència del sistema solar.

## Aplicacions

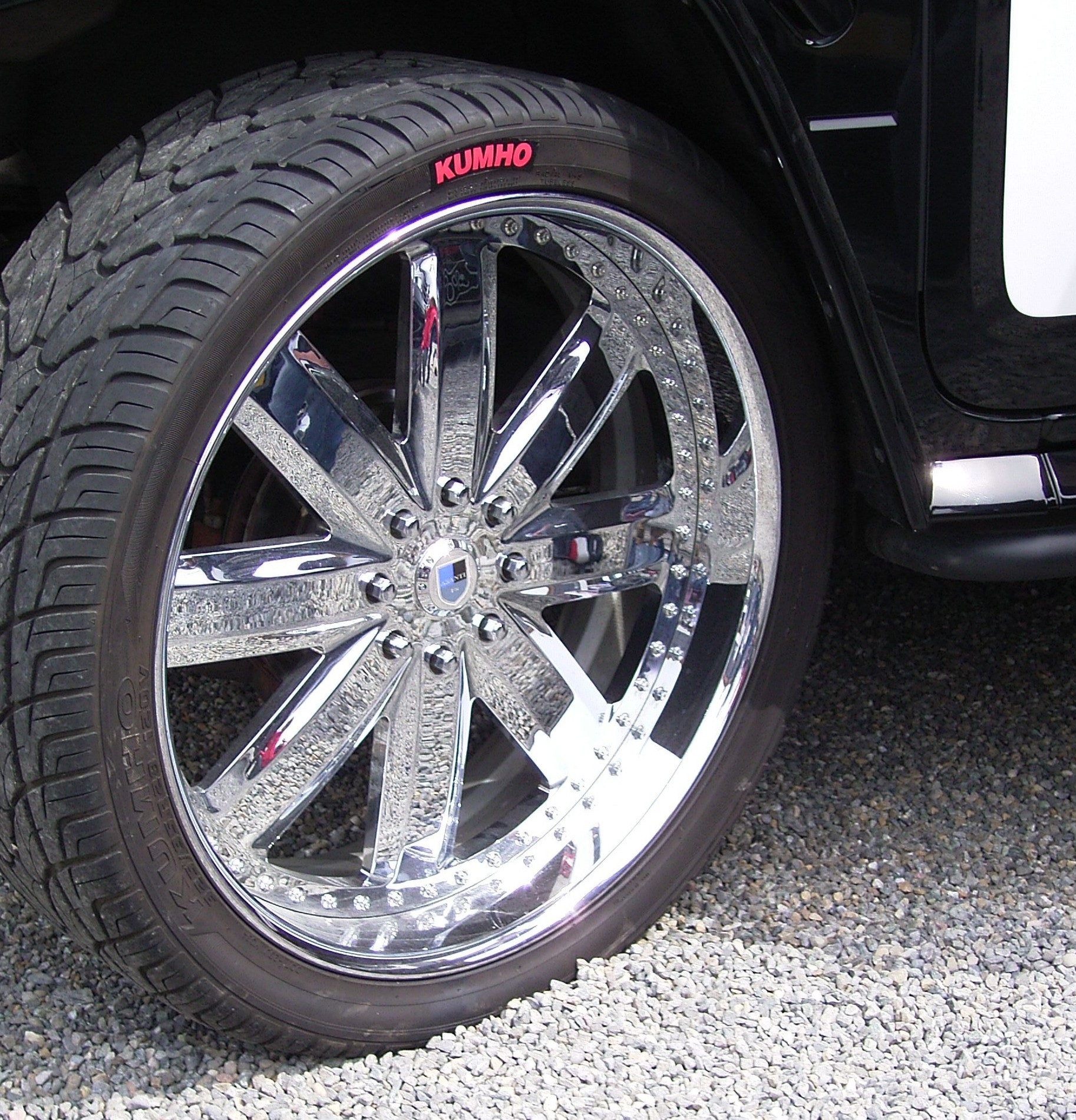
Llanta cromada

### Indústria metal·lúrgica
L'ús en la indústria metal·lúrgica consumeix el 95 % de la producció de crom. Gràcies a l’alta resistència a la corrosió, el crom s'utilitza per al recobriment mitjançant electrodeposició (cromatge) de tot tipus de peces (metàl·liques, plàstiques) per a donar-los duresa i un acabat brillant inalterable. S'usa en els aliatges de ferro per a fabricar acer d'alta duresa (HSS) que conté 3 % – 5 % de crom i acer inoxidable —la proporció de crom sol ser de l'11 %. Els superaliatges de crom, resistents a la calor i a la corrosió, s'usen en la fabricació de motors d'avions i turbines de gas. Per la seva resistència a les altes temperatures, la cromita {\displaystyle {\ce {Cr2FeO4}}} s'utilitza com a element refractari en la fabricació de motlles per a la cocció de maons, per als forns de ciment i per a la fosa de metalls.

### Indústria del vidre i la ceràmica

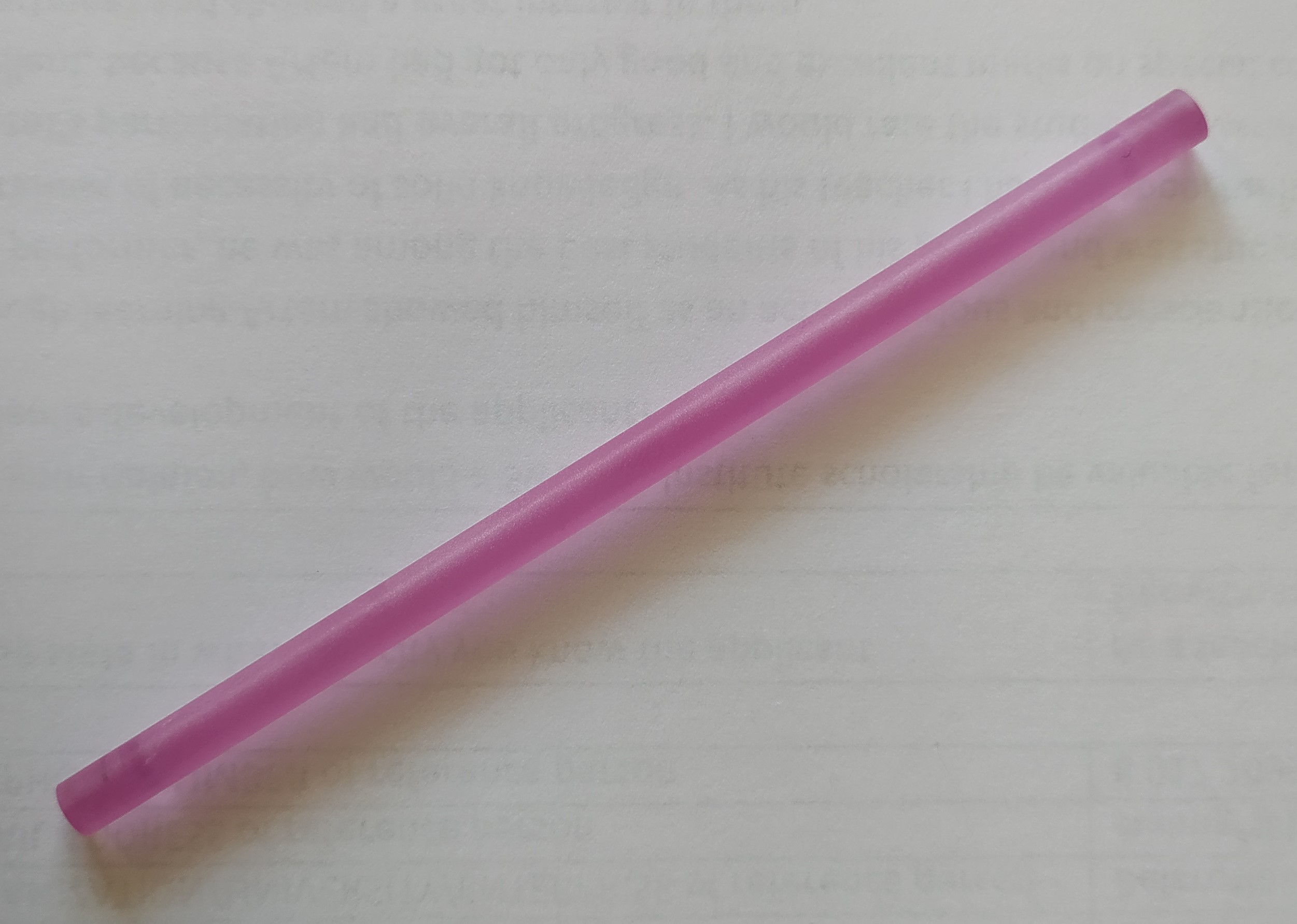
Robí de làser vermell.

L'òxid de crom(III) dona al vidre el color verd. També és un dopant del corindó (òxid d'alumini, {\displaystyle {\ce {\alpha-Al2O3}}}) que li confereix color vermell; s'utilitza en la fabricació de robins sintètics que es poden emprar, per exemple, en làsers.

### Medicina
Actualment s'utilitza el crom, aliat amb el cobalt i el molibdè per fabricar stents coronaris de cara a reduir l'estenosi de les artèries coronàries (entre d'altres) que podrien originar infarts.

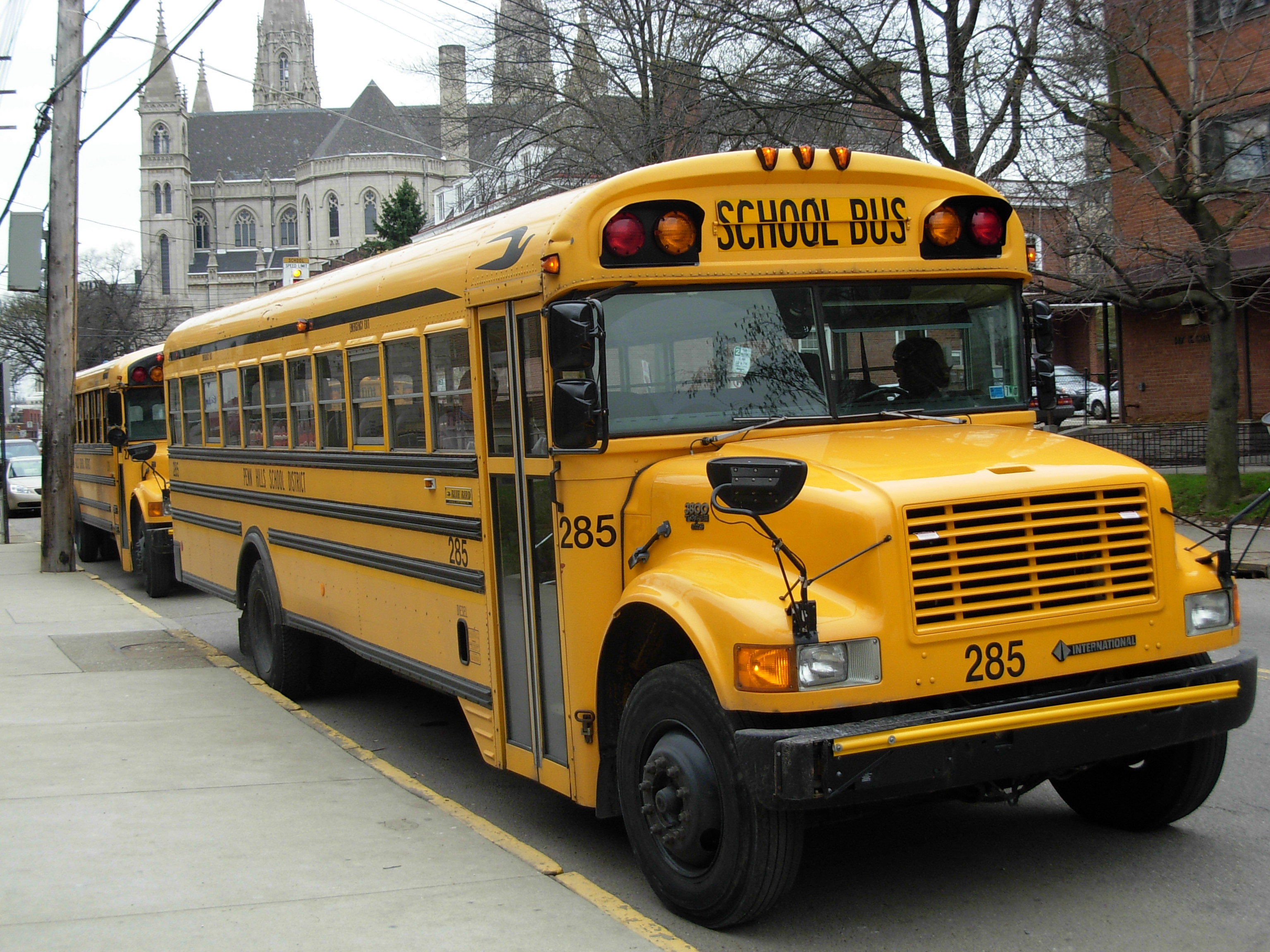
Autobusos escolars dels Estats Units.

### Altres camps
Les sals del crom(III) s'utilitzen en l'adoberia de les pells —l'assaonat al crom empra hidroxisulfat de crom(III) {\displaystyle {\ce {Cr(OH)(SO4)}}}—, tot i que s'estan buscant productes alternatius.
A causa de la seva toxicitat, les sals de Cr(VI) s'utilitzen per a la preservació de la fusta, per exemple, l'arsenat de coure cromat (CCA) s'utilitza en el tractament de la fusta per protegir la fusta dels fongs i dels insectes que ataquen la fusta, inclosos els tèrmits i els barrens marins. Les formulacions contenen Cr basat en l'òxid {\displaystyle {\ce {CrO3}}} que oscil·la entre el 35,3 % i el 65,5 %.
Els seus cromats i òxids s'empren en colorants i pintures. En general, les seves sals s'empren, a causa dels seus variats colors, com a mordents. El groc cromat —cromat de plom(IV) {\displaystyle {\ce {PbCrO4}}}— fou adoptat l'any 1939 per a tots els autobusos escolars dels Estats Units per oferir un alt contrast i visibilitat a les hores del crepuscle. No obstant això, la presència tant de plom tòxic com de crom hexavalent ha fet que sigui substituït en gran part per una família de colorants azoics, tot i que el groc de crom encara s'utilitza en algunes aplicacions marines i industrials.
El dicromat de potassi {\displaystyle {\ce {K2Cr2O7}}} és un reactiu químic que s'empra en la neteja de material de vidre de laboratori i en anàlisis volumètriques com a agent valorant.
És comú l'ús del crom i d'algun dels seus òxids com catalitzadors, per exemple, en la síntesi d'amoníac (NH₃).

## Paper biològic
En principi, es considera al crom (en el seu estat d'oxidació +3) un element essencial, encara que no es coneixen amb exactitud les seues funcions. Sembla que participa en el metabolisme dels lípids, en el dels hidrats de carboni, així com altres funcions. S'ha observat que alguns dels seus complexos participen en la potenciació de l'acció de la insulina, per la qual cosa se'ls ha denominat "factor de tolerància a la glucosa"; a causa d'aquesta relació amb l'acció de la insulina, l'absència de crom provoca una intolerància a la glucosa, i aquesta absència provoca l'aparició de diversos problemes. No s'ha trobat cap metal·loproteïna amb activitat biològica que contingui crom i, per tant, no s'ha pogut explicar com actua.

## Toxicitat

Generalment, no es considera que el crom metàl·lic i els compostos de crom(III) siguin, especialment, un risc per a la salut; es tracta d'un element essencial per a l'ésser humà, però en altes concentracions resulta tòxic. Els compostos de crom(VI), cromats i dicromats, són tòxics si són ingerits, sent la dosi letal d'uns pocs grams. A nivells no letals, el crom(VI) és carcinogen. La majoria dels compostos de crom(VI) irriten els ulls, la pell i les mucoses. L'exposició crònica a compostos de crom(VI) pot provocar danys permanents en els ulls.

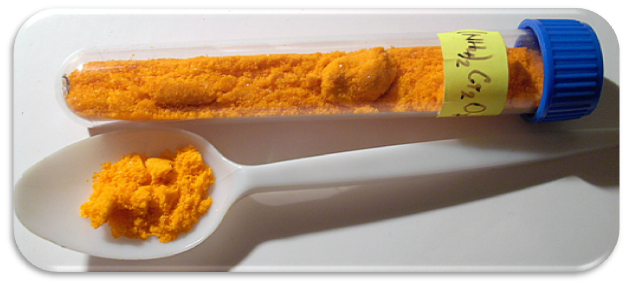
Dicromat d'amoni (NH4)2Cr2O7.

L'Organització Mundial de la Salut (OMS) recomana des del 1958 una concentració màxima de 0,05 mg/litre de crom(VI) en l'aigua de consum. Aquest valor ha estat revisat fent nous estudis sobre els seus efectes en la salut, però ha romàs constant.